# 伊利亞鄉 (胡內多阿拉縣)
45°56′N 22°39′E / 45.933°N 22.650°E
伊利亞鄉（羅馬尼亞語：Comuna Ilia, Hunedoara），是羅馬尼亞的鄉份，位於該國西部，由胡內多阿拉縣負責管轄，面積91平方公里，海拔高度173米，2007年人口3,789，人口密度每平方公里41人。